# Vickers Type 170 Vanguard
O Vickers Vanguard foi um avião comercial biplano e bimotor da década de 1920 desenvolvida pela Vickers Limited do Reino Unido, o modelo foi desenvolvido a partir do Vickers Victoria.

## Design e desenvolvimento
Desenvolvido a partir do modelo antecessor o Victoria, mas com uma fuselagem mais larga, o Vanguard possuía assentos para 22 passageiros, sua configuração era parecida com o anterior um padrão biplano com nacelas entre as asas para dois motores. Originalmente construído para o Ministério do Ar como sendo o Type 62, ele possuía motores Napier Lion de 450 horses power (336 quilowatts) em seu primeiro voo no dia 18 de julho de 1923. Ele foi remotorizado com dois Rolls-Royce Condor III cada um com uma potência de 650 horses power (485 quilowatts), neste padrão foi redesignado como Type 103. Quando foi entregue à Imperial Airways em 1925, foi descrito como o maior avião de passageiros do mundo.
|  |

O modelo foi recondicionado em 1928 e redesignado como Type 170 para uso da Imperial Airways para testes de prova de rota, iniciando em maio de 1928. Operando na rota Paris-Londres ele cobria o percurso em duas horas e meia, e depois fez a rota Londres-Bruxelas-Colônia. Ele estabeleceu um recorde mundial de transporte de carga em 6 de julho de 1928. A aeronave foi retirada de suas funções aéreas em outubro de 1928 para modificações, provavelmente para a cauda, mas caiu em Shepperton, Middlesex em 16 de maio de 1929 no início dos testes de voo, matando o piloto Tiny Scholefield e o observador de vôo Frank Sharrett.

## Variantes
- Type 62 – protótipo com motores Napier Lion de 450 horses power (336 quilowatts), um construído.
- Type 103 – o Type 62 remotorizado com dois Rolls-Royce Condor III de 650 horses power (485 quilowatts) cada.
- Type 170 – o Type 103 recondicionado para a Imperial Airways.